# 요하네스 슈타인호프
요하네스 "마키" 슈타인호프(독일어: Johannes "Macky" Steinhoff: 1913년 9월 15일 – 1994년 2월 21일)는 독일의 공군 군인이다. 제2차 세계 대전 당시 전투기 에이스였으며, 전후 서독 공군 고위 장성이 되었다. 슈타인호프는 2차대전 이후 독일 공군을 재건하는 데 큰 역할을 했으며, 1966년에서 1970년 사이에는 공군총감을 지냈다. 1971년에서 1974년 사이에는 NATO 군사위원회 위원장을 지냈다. 퇴역한 이후로는 각종 회고서적을 간행하여 인기있는 작가가 되었다.
슈타인호프는 1939년부터 1945년까지 2차대전의 전 과정 동안 복무하면서 목숨을 건진 매우 극소수의 공군 조종사 중 한 명이다. 총 격추수는 176기로 세계 23위이며, 유명한 제44전투단에 들어가 메서슈미트 Me 262 제트 전투기를 처음 몰아본 사람 중 한 명이기도 하다. 대전 말 몇몇 공군 상급장교들이 헤르만 괴링에게 항명한 전투조종사 음모사건에 참여하기도 했다. 국방군 시절 곡엽검 기사십자 철십자장을 받았고, 연방방위군 시절에는 미국 훈공장과 프랑스 레지옹 도뇌르 훈장, 독일연방공화국 대공로십자성장을 받았다.